# Іваз Хілджі
Гіяс ад-Дін Іваз-шах (перс. غیاث الدین عوض شاه; д/н—1227) — султан Бенгалії у 1212—1227 роках. Відомий також як Хушам ад-Дін Іваз ібн Хусейн.

## Життєпис
Походив з тюркського племені Халаджі, клані Хілджі. Син якогось Хусейна. Народився в Гармсірі (в сучасній провінції Гільменд). У молодості Іваз Халджі перевозив вантажі за допомогою свого осла. За легендою одного разу він забезпечив їжею та напоєм групу дервішів, які пізніше допомогли влаштуватися на службу жо Гуридів. Втім ймовірніше його кар'єрі сприяв родич Мухаммад Бахтіяр.
Про військову діяльність Іваза до 1203 року нічого невідомо, напевне супроводжував Бахтіяра у походах. Після захоплення західної Бенгалії отримав джаґір Кангорі. Не втручався в міжусобиці, що виникли після смерті Мухаммада Бахтіяра 1206 року.
1208 року під час вторгнення військо Делійського султаната перейшов на його бік, в нагороду за що був призначений валі (намісником) Бенгалії. 1210 року добровільно поступився владою Алі Мардану Хілджі, що прибув з Делі. Втім ймовріно саме Іваз 1212 року підбурив знать, яка повалила Алі. Після цього він знову захопив владу.
Продовжив політику попередника на здобуття незалежності. Оголосив себе султаном та почав карбувати власну монету за зразком Алі Мардана з ім'ям багдадського халіфа Ахмада ан-Насіра, чим зрівняв свій статус з делійським султаном. Він наказав читати п'ятничні хутби від свого імені. Водночас продовжив політику попередника зі спорудження мечетів, активно допомагав улемам в поширенні ісламської освіти. Султан організував прибуття мусульманських проповідників із Центральної Азії, таких як Джалалуддін ібн Джамалуддін Газневі
Переніс столицю до Лахнауті, яку заново відбудував і повністю укріпив у всіх чотирьох напрямках (з трьома високими валами та використанням річки на захід від міста). Навпроти заснував місто-фортецю Басанкот. Також побудував шлях між Лахнауті і Девкотом, який зміцнив. Він також став першим, хто створив потужний флот і флотилію для Бенгалії та побудував кілька гребель з арковими мостами після аналізу величезності дельти Бенгалії та її вразливості до повеней.
Активно розширював володіння в сучасних Біхарі та Джхаркханді, підкоривши місцевих раджів, зокрема в Тірхуті та Лахнуті. Також здійснив вторгнення до держав Ванга і Уткала (південна бенгалія), завдав поразки Прітху з династії Кхен, який погодився сплачувати данину. Воював проти Вішварупсени з династії Сена, магарджи східної Бенгалії.
1221 року призначив сина і спадкоємця Алі Шера намісником Бірбхума та північно-західної Бенгалії. Захоплення Біхара призвело до війни з делійським султаном Ілтутмишем, який 1225 року відвоював цей регіон. За умовами мирної угоди Іваз вимушений був визнати зверхність Делі та сплачувати щорічну данину в 8 млн таків (срібних монет) та 38 бойових слонів. Але невдовзі за цим Іваз знову оголосив незалежність, вигнав Ала ад-Діна Джані, маліка Біхару, захопивши цей регіон. Ілтутмиш не зміг протидіяти через повстання індусів в ауді.
1227 року рушив проти Кешабсени з династії Сена, але в цей час зазнав нападу з боку Нар ад-Діна Махмуда, син Ілтутмиша. У вирішальній битві біля Лахнауті Іваз зазнав поразки й загинув. Бенгалію було приєднано до Делійського султанату.